# Мадагаскарский чирок
Мадагаскарский чирок (лат. Anas bernieri) — вид уток рода речные утки (Anas). Видовое название дано в честь французского ветеринара шевалье И. А. Бернье.

## Описание
Эта утка длиной от 40 до 45 см преимущественно насыщенно-коричневая по всему верху с заметными чёрными зубцами, сильнее на боках и груди. У неё чёрное зеркало, а розовато-серый клюв немного вздёрнут.

## Распространение
Эндемик Мадагаскара, живущий только вдоль западного океанского побережья.

## Обитание
Предпочитает мангровые леса и решительно покидает эти жилища, когда находит открытые отмели прудов и озер, предпочитая солоноватые.

## Питание
Предпочитает есть беспозвоночных. 

## Размножение
Гнездо вьет в дуплах деревьев, главным образом мангровых.

## Угрозы
Этой птице угрожает истребление в результате охоты на неё и исчезновения лесов.

## Фотогалерея

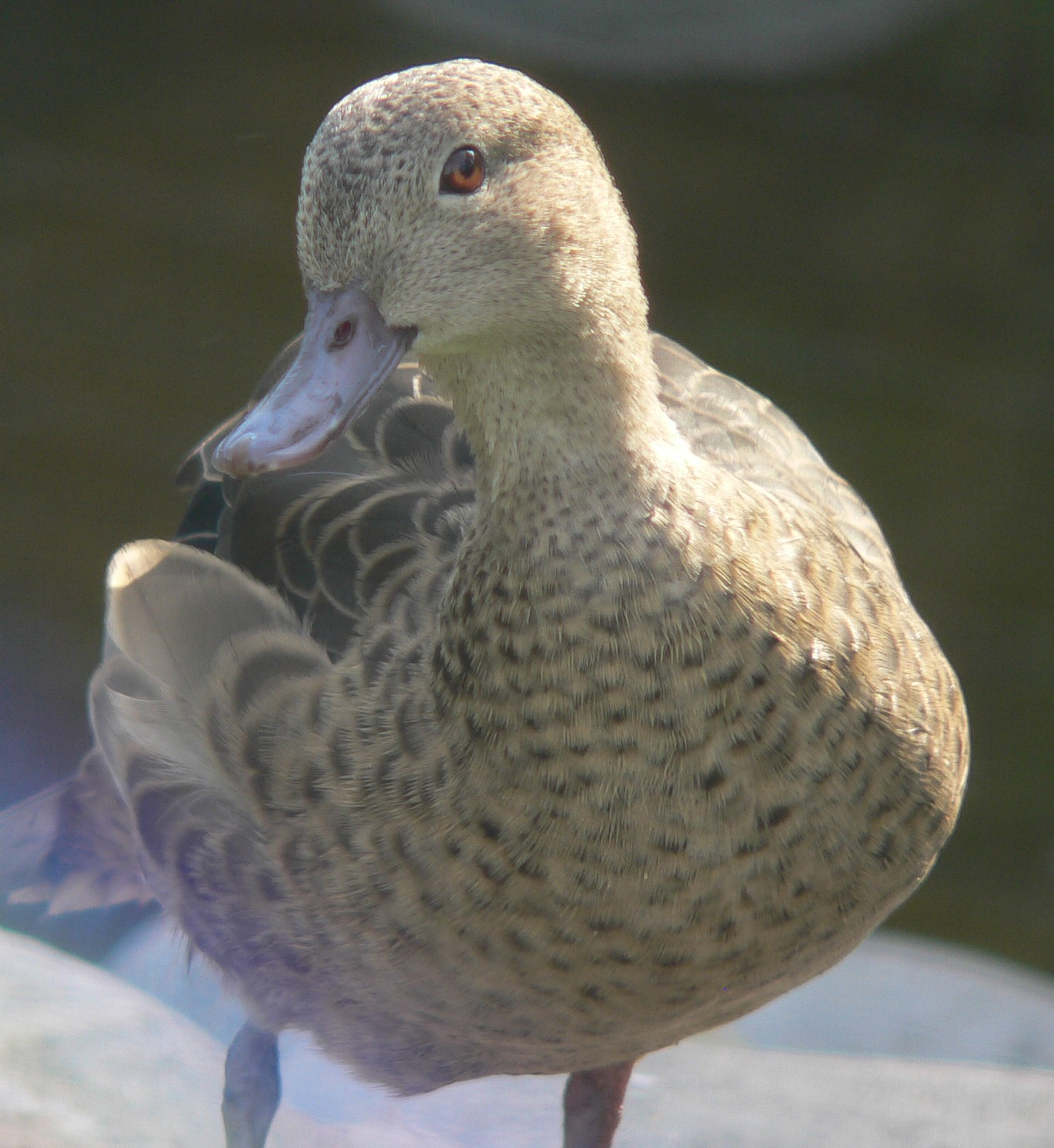
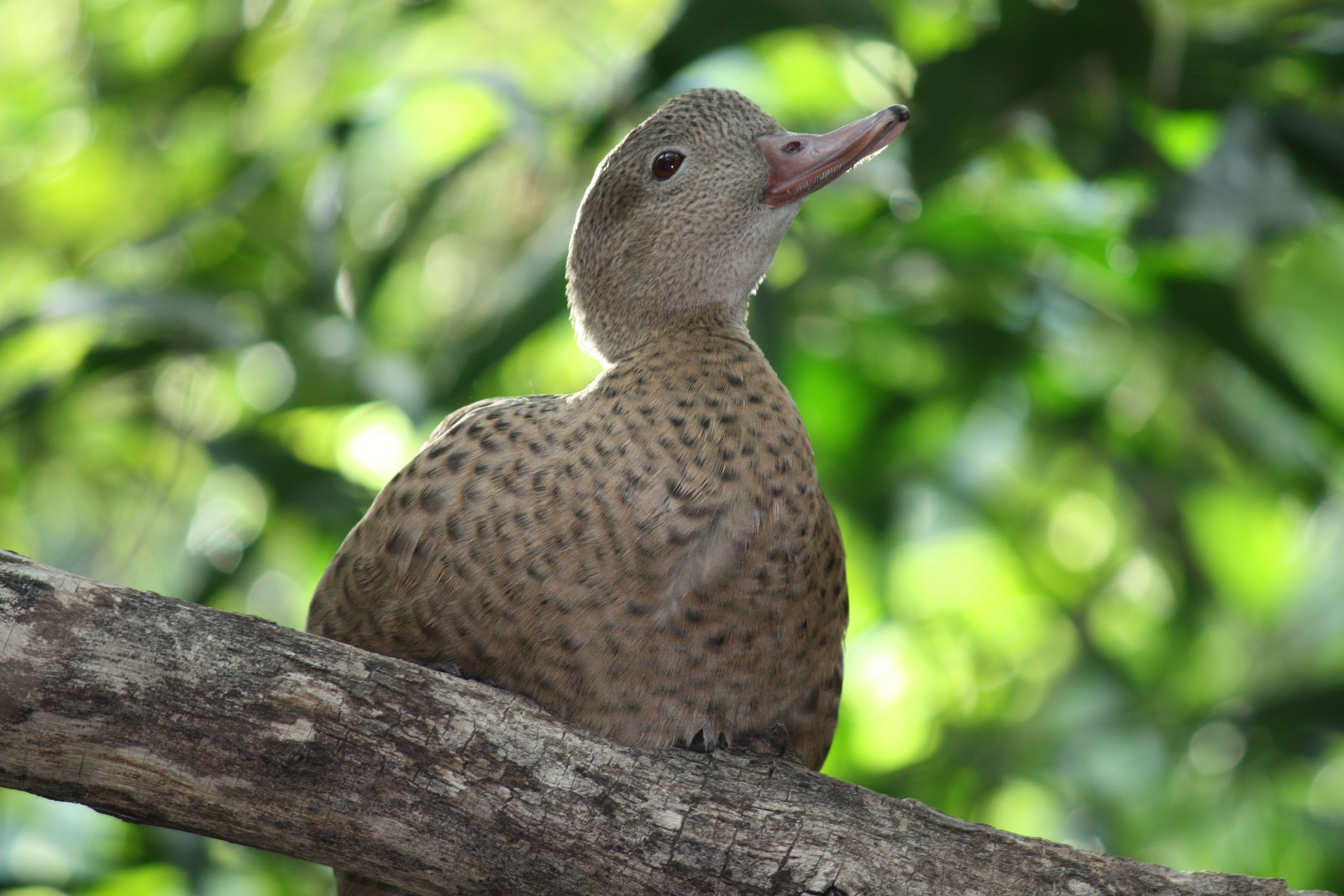
Louisville Zoo
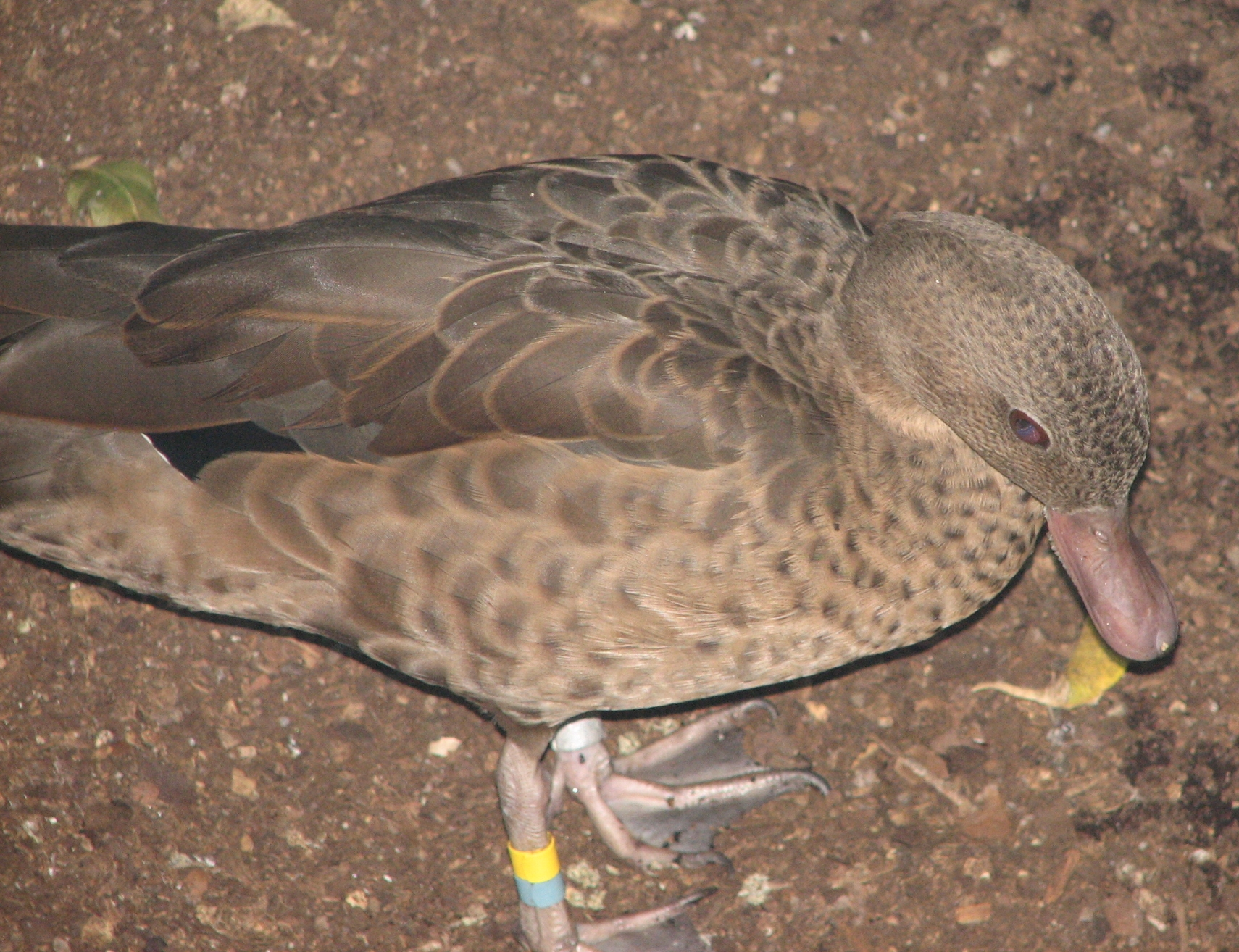
Louisville Zoo
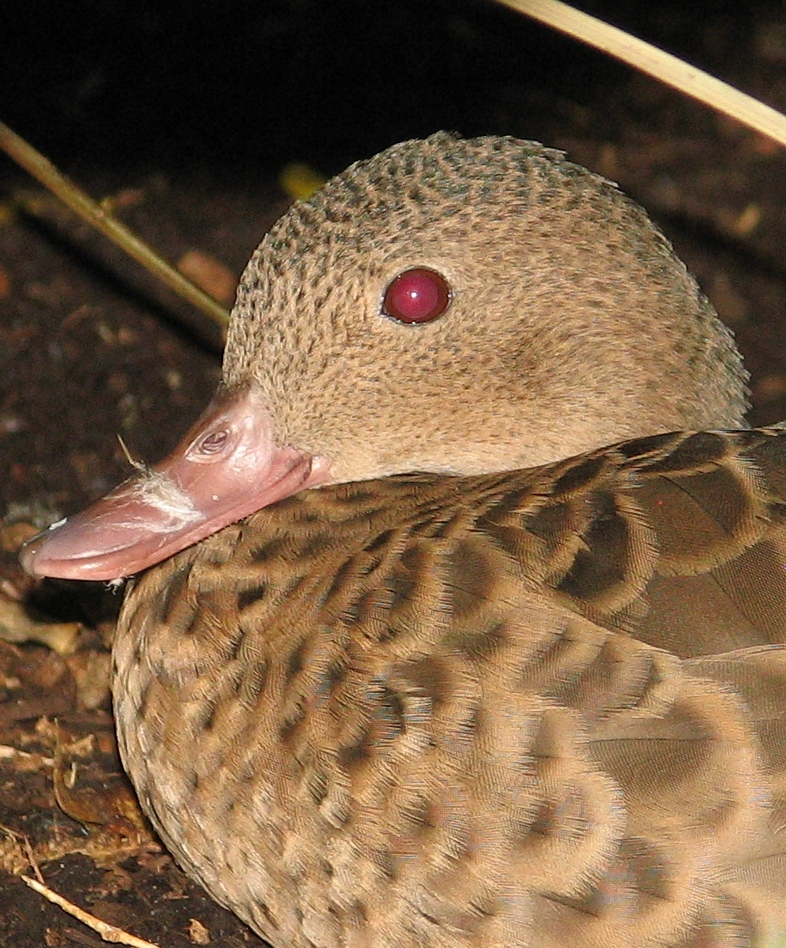
Louisville Zoo
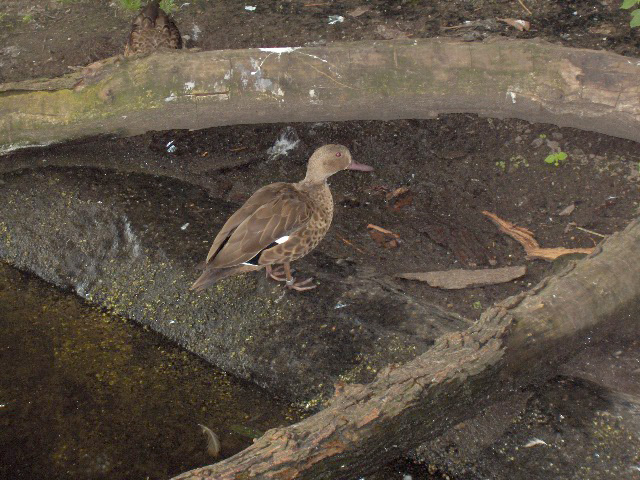
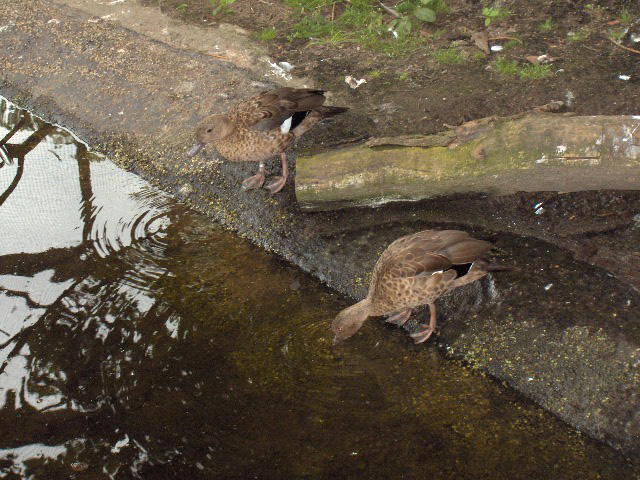
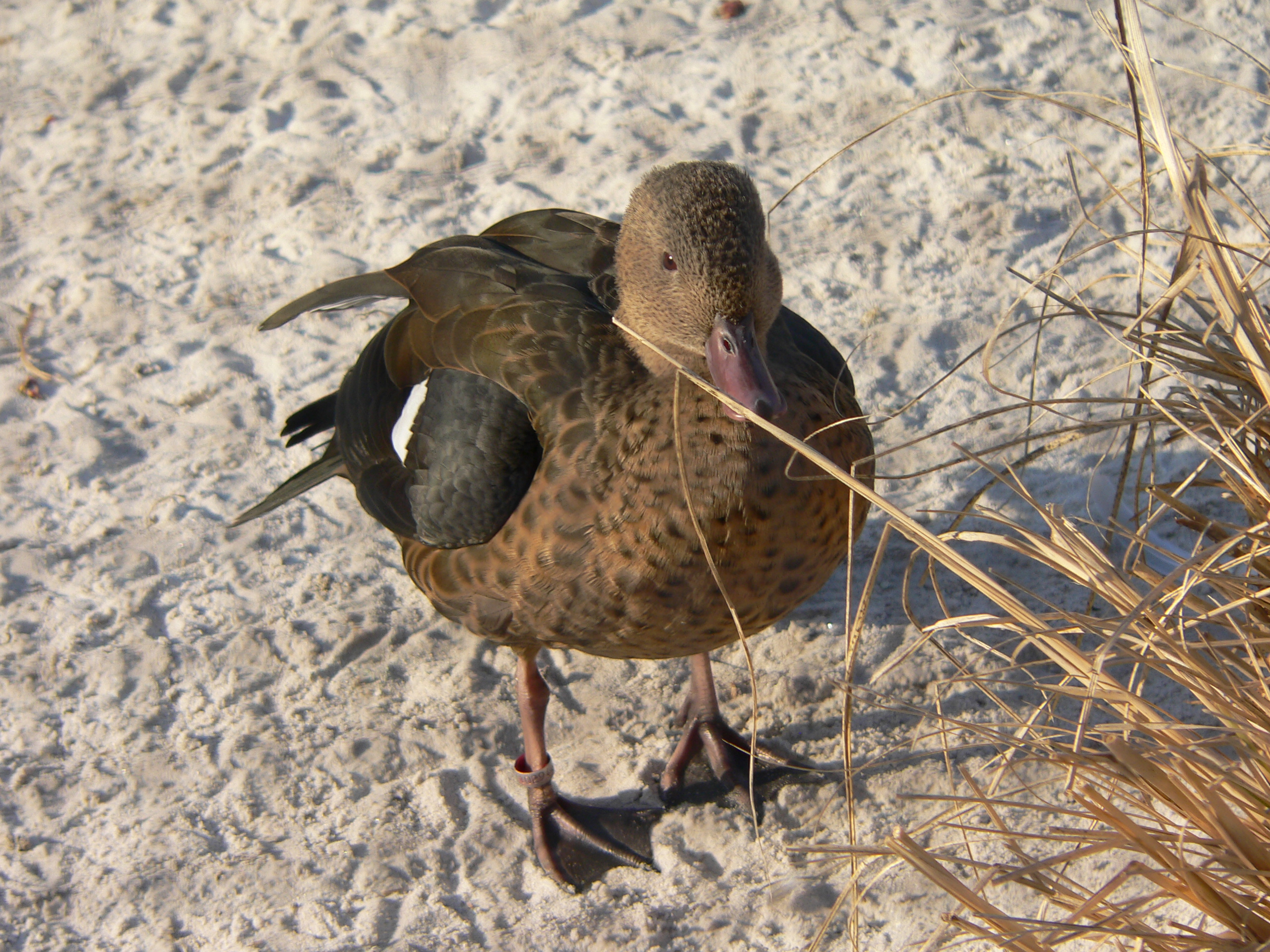
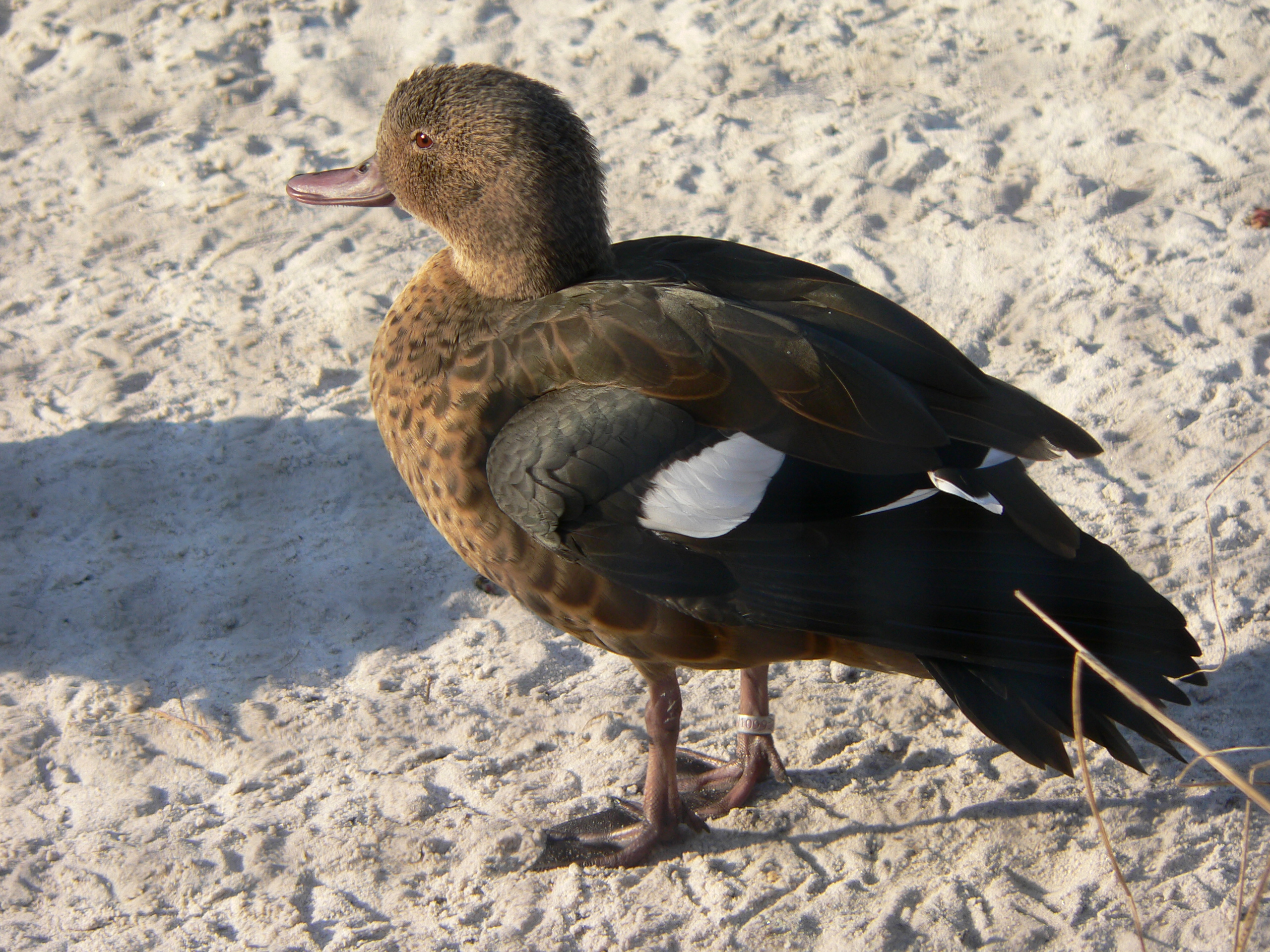

## Глобальные ссылки
- BirdLife Species Factsheet